# کوانت‌کست
کوانت‌کست (به انگلیسی: Quantcast) یک سایت به خصوص درباره آمارگیری از سایر سایت‌ها است. کوانت‌کست سرویس سنجشی است که به اعلان‌کنندگان این اجازه را می‌دهد تا گزارشی را از بازدیدکنندگان میلیون‌ها سایت و سرویس داشته باشند. کوانت کاست وب‌گاه‌های مختلف را برای به دست آوردن آمار دقیق مورد بررسی قرار می‌دهد. مشابه Alexa، این سایت هم از “طریق رتبه‌گذاری” برای ارزیابی‌های خودش بهره می‌برد. برای به دست آوردن آمار، نیاز به نصب Toolbar نیست، ولی در عوض کوانت کاست یک سری کد HTML به مشترکان وب‌گاه‌ها می‌دهد تا آن را در صفحاتی که می‌خواهند در آمار وجود داشته باشد، قرار دهند. این کدها برای به دست آوردن مسیر ترافیک سایت‌های آن‌ها به کوانت کاست کمک می‌کنند. با استفاده از این مکانیسم، کوانت کاست می‌تواند جزئیات کاملی را از صفحات ساخته‌شده از “انتشار‌دهندگان” به دست آورد.
در بعضی از این آمار‌گیری‌ها، آمار درصد زنان و مردان بازدید‌کننده سایت مورد نظر است. یا درصد گروهای سنی که به سایت مورد نظر سر می‌زنند نیز از دیگر شاخص‌های آماری کوانت کاست است. این اطلاعات از طریقی که در زیر آورده خواهد شد، نتیجه گیری می‌شوند:
مقایسه و ارتباط اطلاعات دریافت‌شده از “انتشار‌دهنده” به دیگری. این نتیجه‌گیری‌ها، امکان‌پذیر و شدنی هستند؛ زیرا کد کوانت کاست باعث می‌شود که مرورگر، کاربر، به سرورهای کوانت کاست دستیابی داشته باشد.
کوانت کاست با استفاده از IP کاربر و کوکی‌هایی که در مرورگر کاربر ذخیره می‌شوند به این آمار دست پیدا می‌کند. کوکی‌ها به طور قابل‌توجهی به نتیجه گیری‌های کوانت کاست کمک می‌کنند. همچنین برای به دست آوردن این آمار، کوانت کاست رابطه نزدیکی را با دیگر سایت‌های رایج دارد. این‌ها با پیگیری اطلاعات “انتقال‌دهنده - refferer” که به طور عادی شامل قسمتی از هر درخواست HTTP ساخته‌شده توسط مرورگر کاربر است، امکان‌پذیر می‌باشد.